# Михиракула
Михиракула (Mihiragula; на китайски: 大族王, на японски: Daizoku-o; 500/510 - 528) е цар, владетел на белите Sveta хуни ефталити в Индия.
Той е син на Торамана, хунски владетел в Индия, споменат в Раджатарангини, хрониката за древните царе на Кашмир. Идва на престола през 510 г.